# Стойчо Старирадев
Стойчо Димитров Старирадев е български общественик, юрист, бивш кмет (1938 – 1944 г.) на гр. Свиленград.

## Произход
Потомък е на голям род с над 228-годишна история, започваща в Копривщица. Основоположник на този род е Стария Рад. Неговият син, Стойко, след престрелка с турци, нападнали стадото му и убивайки един от тях е принуден да бяга в Любимец. Създава семейство, търговия със зърнени храни, посажда черничеви градини, отглежда овце. По време на Руско-турската война дава цялото си стадо на руските войски. Има 6 момчета и едно момиче. В рода има учител, търговци, депутат в V велико народно събрание, в Търново.

## Биография
Стойчо Старирадев е роден в Любимец на 2 март 1896 г. Учи в Любимец, Хасковско. През 1921 г. завършва пълния курс на Юридическия факултет на Софийски университет. Военна подготовка получава като завършва школа за запасни офицери през 1916 г. До 12 октомври 1918 г. е офицерски кандидат-взводен командир в 23-ти Шипченски полк на фронта. След приключване на образованието си, започва свободна практика в Свиленград. Оженва се през 1926 г. за дъщерята на Павел Брайков – бивш опълченец и бивш кмет на Хасково – Радка.

## Обществена дейност
Семейството на Старирадев има три дъщери, като втората умира на 6-годишна възраст. Със заповед от 3 януари 1938 г. е назначен за кмет на Свиленград, остава на тази длъжност до 4 август 1944 г. През това време успява да преустрои Свиленград, като се шосират улици, изравняват се площади, уреждат се пазарища, игрища, гробища, строят се чешми, кладенци полски пътища. Тогава се строят халите, модерен хладилник, ветеринарна служба, електроразпределителна мрежа, нова баня, модернизира се противопожарната охрана. Строи се нова сграда на гимназията „Петър Берон“ и тя добива нов статут – завършилите я получават средно образование. Общинската аптека и ел. снабдяването стават самостоятелни предприятия. През 1938 г. е открита здравно-съвещателна станция за родилките. Там те получават безплатен преглед и съвети. За 200 деца е открита безплатна трапезария. На р. Марица е направен снимачен план и планове за отводняването ѝ. Слага се край на големите наводнения. Открива се семечистителна станция и лесничейство. Разширява се сградата на читалище „Просвета“ с читални и бюфет. Единствената на Балканите и най-голямата пашкулена кооперация в България е кооперация „Коприна“. За падналите убити през войните е издигнат паметник, който още стои в центъра на града. За тези си дейности, в атестационния му лист от министерството на вътрешните работи и народното здраве пише че „с умения и достойнство заема тази длъжност“.

## След 1944 г.
Един общински съветник започва да пише явни и анонимни писма срещу кмета за раздавани помощи за бедните и за това че назначавал на отговорни служби „леви елементи“. „Висшите инстанции“ са на мнение, че кмета продължава да принадлежи към социалдемократическата партия. Децата на сестра му са комунисти. При обиск в къщата им е намерена комунистическа литература. Старирадев казва, че е негова, за да ги защити. За девет години не е уволнил нито един чиновник по ЗЗД. Заради социалдемократическата си принадлежност, която винаги изтъква, кметът е уволнен и на 4 август 1944 г. напуска кметството. На 9 септември 1944 г. е арестуван от новата власт. Обвиняван и уволнен за прокомунистическа дейност, сега е обвиняем като „фашистки кмет“. През пролетта на 1945 г. Народния съд го осъжда на три години затвор. В Хасковския затвор лежи в килия N5 до Великден на 1948 г. След като му възстановяват правата се връща в Свиленград и започва наново частна адвокатска практика.
На 21 октомври 1949 г. умира от рак в Хасковската болница, след две тежки операции в Пловдив и Хасково, тъй като вече е бил тежко болен. Животът му е изпълнен с превратности, но успява от Свиленград с облик на село да го превърне в модерен за това време град. Затова е уважаван от свиленградчани. Понеже е погребан в Хасковските гробища, много хора не са знаели как е преминал живота му след 9 септември 1944 г.